# Tariq Aziz (Hockeyspieler, 1938)
Tariq Aziz (geboren am 5. Februar 1938 in Amritsar) ist ein ehemaliger pakistanischer Hockeyspieler. Er gewann sowohl bei Olympischen Spielen als auch bei Asienspielen einmal Gold und einmal Silber.

## Sportliche Karriere
Tariq Aziz nahm 1962 an den Asienspielen in Jakarta teil und gewann dort den Titel. Bei den Olympischen Spielen 1964 in Tokio gewann die pakistanische Nationalmannschaft ihre Vorrundengruppe und bezwang im Halbfinale die spanische Mannschaft mit 3:0. Im Finale unterlagen die Pakistaner der indischen Mannschaft mit 0:1. Tariq Aziz wurde in Tokio nur im Vorrundenspiel gegen die neuseeländische Mannschaft eingesetzt, welches die Pakistaner mit 2:0 gewannen.
Zwei Jahre später trafen Indien und Pakistan auch im Finale der Asienspiele 1966 in Bangkok aufeinander und abermals siegten die Inder. 1968 bei den Olympischen Spielen in Mexiko-Stadt war der Verteidiger Kapitän der pakistanischen Mannschaft. Diese setzte sich in der Vorrunde mit sieben Siegen in sieben Spielen durch. Nach einem Halbfinalsieg über die deutsche Mannschaft gewannen die Pakistaner auch das Finale gegen die Australier.